# معاونیت امور پولیس قوماندانی مشترک عملیات خاص
دولت افغانستان تحت ریاست محمداشرف غنی تصمیم بر این گرفت، تا به‌منظور واحد شدن هماهنگی در عملیات های خاص ضد تروریسم مرکز واحد را تحت عنوانی؛ مرکز مشترک هماهنگی عملیات خاص با کوته‌نوشت (JSOCC) با ریاست تورنجنرال از وزارت دفاع ملی با معاونت های برید جنرالی امنیت ملی و پولیس ملی ایجاد نماید
معاونت پولیس آن مسوؤلیت هماهنگی با قطعات ویژه پولیس، ریاست عمومی پلان و اوپراسیون و ادارات کشفی وزارت داخله را به عهده دارد، و گزارش‌ده به معاون ارشد امور امنیتی وزارت میباشد.
سمونوال صلاح الدین داوودکه معاونیت این اداره را به عهده دارد، در مراسم گزارشدهی سالانه به رهبری وزارت امور داخله کشور گفت: اکنون تشکیلات جیساک به اساس تلاش های بریدجنرال سیدسمیع "سادات" رئیس سابق این اداره به قوماندانی ارتقا یافته است و فعلاً پرسونل فرماندهی جیساک در سطح زون‌ها و ولایات هدف‌گیری و عملیات‌ها را رهبری مینمایند.
همچنان معاون این اداره افزود: معاونین قبل از او خالد وردک و اسدالله قریشی در قسمت ارتقای پرسونل تلاش های فراوان انجام داده اند، که از آنها سپاسگزاری مینماید.
صلاح الدین داوود، پسر جنرال داوود داوود و جوان‌ترین افسر بلندرتبه در وزارت امور داخله است که پیش از این در بخش‌های ولایتی چون ولایات (پکتیا، وردک و هرات) و در بخش مرکزی از جمله (معینیت تامیناتی، ریاست عمومی لوژستیک، ریاست اوپراسیون، مخابره) نیز کار کرده است.
1. ↑  سیدظفر هاشمی سخنگوی رئیس جمهوری.  (به ARG.af). پارامتر |عنوان= یا |title= ناموجود یا خالی (کمک); پارامتر |پیوند= ناموجود یا خالی (کمک)
2. ↑  گزارش دهی سالانه وزارت امور داخله (ثور ۱۴۰۰). [MOI.GOV.AF «گزارشدهی سالانه پولیس به مردم»] مقدار |نشانی= را بررسی کنید (کمک) (به ریاست عمومی ارتباطات استراتیژیک).
3. ↑  وزارت امور داخله (۱۴۰۰/۰۲/۱۳).  (به ریاست عمومی روابط عامه) [MOI.GOV.AF MOI.GOV.AF] مقدار |نشانی= را بررسی کنید (کمک). تاریخ وارد شده در |تاریخ= را بررسی کنید (کمک); پارامتر |عنوان= یا |title= ناموجود یا خالی (کمک)